# Organisation de l'aviation civile internationale
Ne doit pas être confondu avec IATA.
L’Organisation de l'aviation civile internationale (OACI ; en anglais : International Civil Aviation Organization, ICAO) est une organisation internationale qui dépend de l'Organisation des Nations unies. Son rôle est de participer à l’élaboration des politiques et des normes qui permettent la standardisation du transport aéronautique international (les vols à l’intérieur d'un même pays ne sont pas concernés par l’OACI). Son siège social est situé à Montréal.
Le conseil de l’OACI adopte les normes et recommandations règlementant la navigation (en anglais : Standards and Recommended Practices, SARP), le partage des fréquences radio, les brevets du personnel d'aviation, la circulation aérienne, etc. Il définit aussi les protocoles à suivre lors des enquêtes sur les accidents aériens, protocoles qui sont respectés par les pays signataires de la Convention de Chicago.
Cette réglementation produite par l'OACI a permis depuis la fin de la Seconde Guerre mondiale la mise en œuvre du transport aérien, tant des personnes que des biens, au niveau mondial, grâce à des recommandations suivies par l'ensemble des États membres, des équipementiers de l'aéronautique et fabricants d'avions, des établissements responsables d’aéroports...
Il ne faut pas confondre l'OACI avec l'IATA, une association privée de compagnies aériennes et dont le siège social est aussi situé à Montréal.

## Histoire

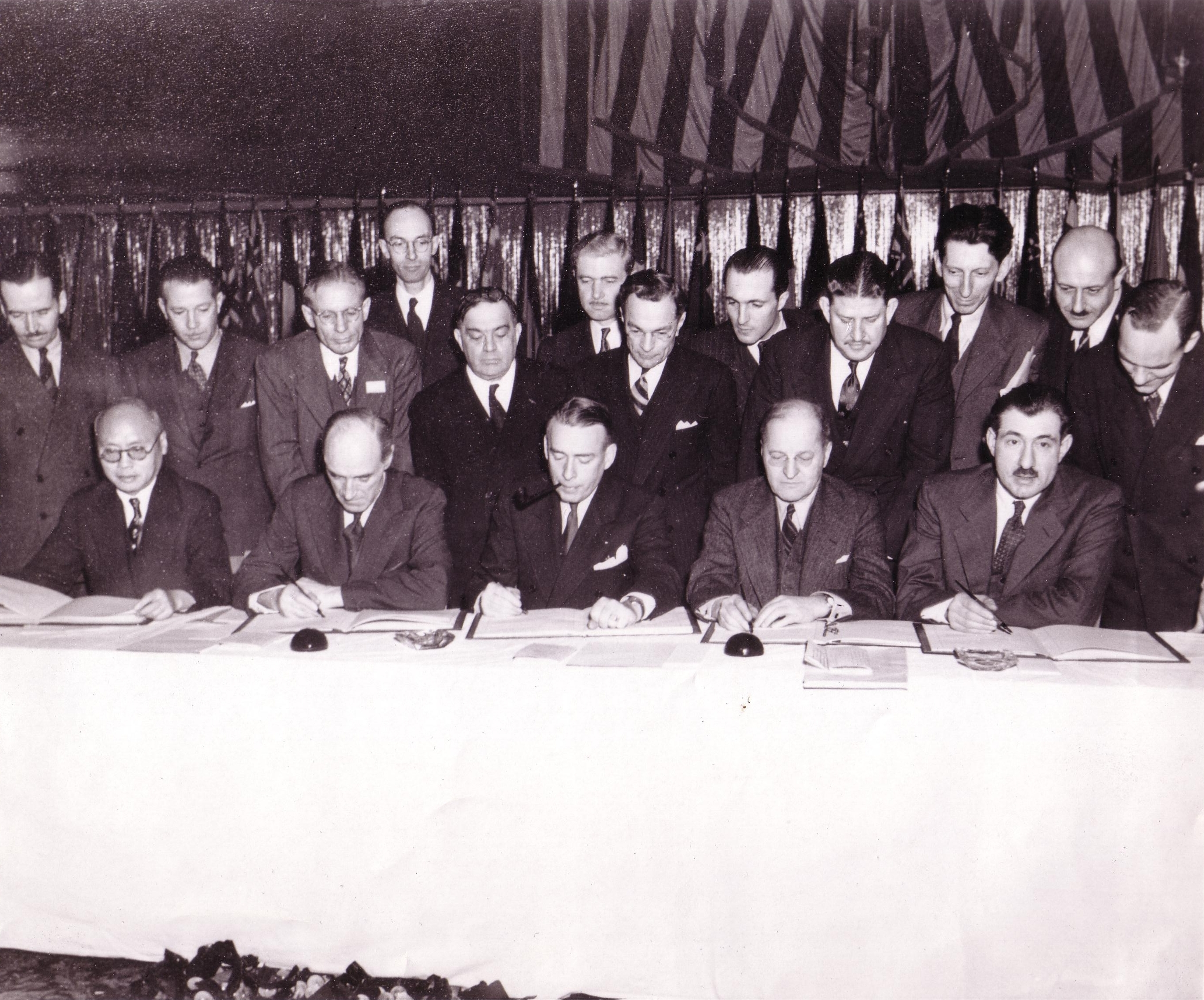
Signature de l'accord fondant l'OACI à Chicago en 1944.

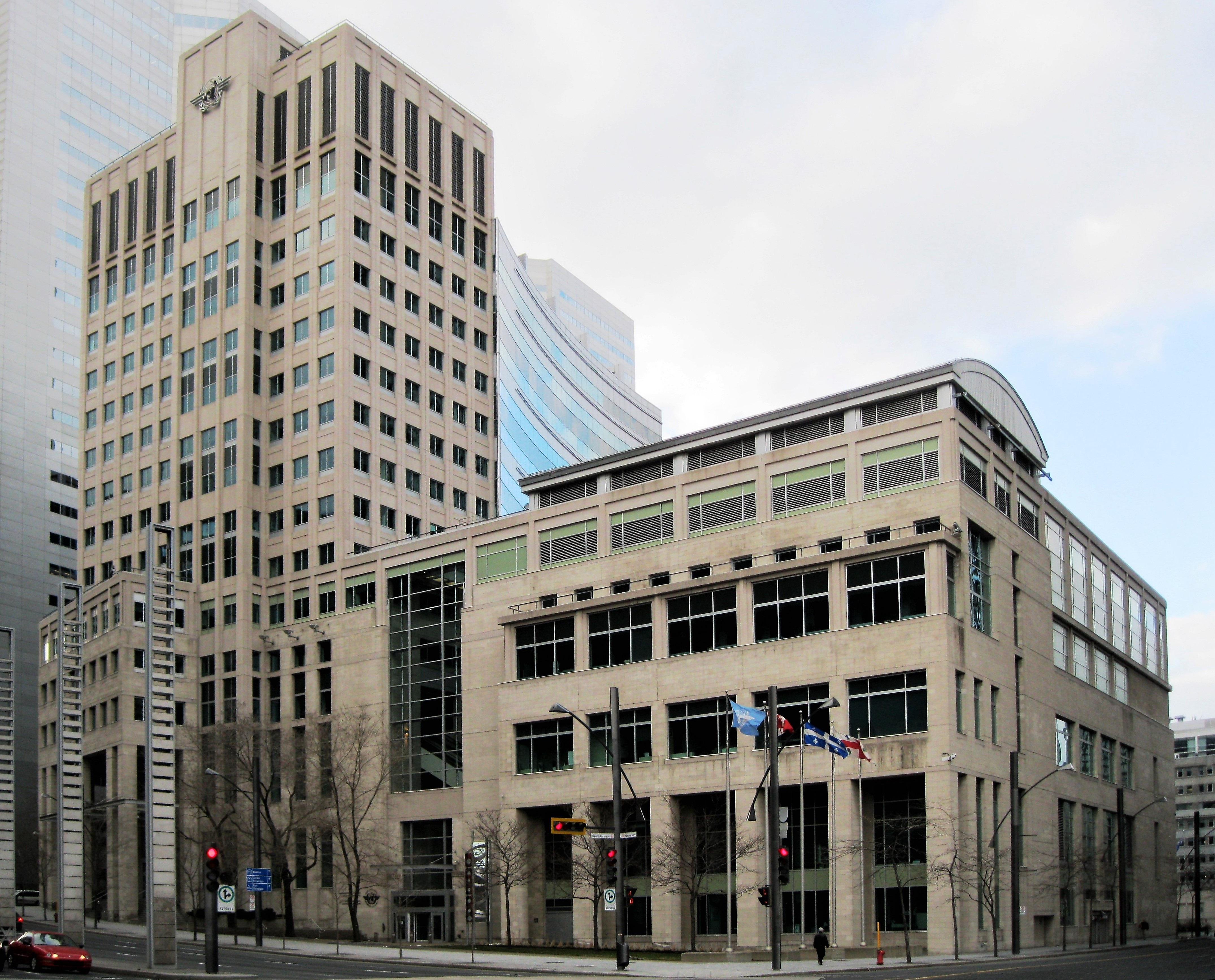
La Maison de l'OACI, Montréal, Canada.

L'OACI a été officiellement créée par la Convention relative à l'aviation civile internationale adoptée à Chicago le 7 décembre 1944 par 52 pays sous le nom d’Organisation provisoire de l’aviation civile internationale (OPACI). En effet, pour que la Convention de Chicago entre en vigueur, il fallait la ratification de 26 États. En attendant, elle s'est constituée en organisation provisoire. Elle devint l’OACI le 4 avril 1947 lorsque les 26 ratifications ont été obtenues. L’OPACI remplaçait la Commission internationale de navigation aérienne (CINA), fondée lors de la convention de Paris de 1919.

## Composition et missions de ses organes
L'OACI est composée d'une Assemblée, d'un Conseil, de comités et de commissions. Elle compte entre 800 et 1 000 fonctionnaires internationaux dont des experts qui peuvent la guider. La plupart d'entre eux se trouvent à Montréal.
L'Assemblée est l'organe suprême qui réunit tous les États membres. Juridiquement parlant, tous les États sont sur un pied d'égalité, c'est-à-dire qu'un État égale une voix. Elle n'est pas permanente : depuis 1954, elle se réunit  tous les trois ans (elle devait à l'origine se réunir tous les ans mais cela se révélait trop coûteux).
Missions :
- organiser les réunions ;
- voter le budget et contrôler les comptes ;
- désigner les membres du Conseil ;
- examiner les rapports soumis par le Conseil.

La règle de la majorité simple s'applique sauf pour les décisions les plus importantes (majorité des deux tiers).
Le Conseil siège de façon permanente et effective (180 jours/an). Il veille à l'administration de l'OACI.
À l'origine, il était composé de 21 membres mais progressivement ce nombre a augmenté pour passer à 36 actuellement[Quand ?]. Ses membres sont soumis au vote de l'Assemblée mais la Convention de Chicago prévoit (art. 50) trois critères pour guider l'Assemblée dans cette nomination :

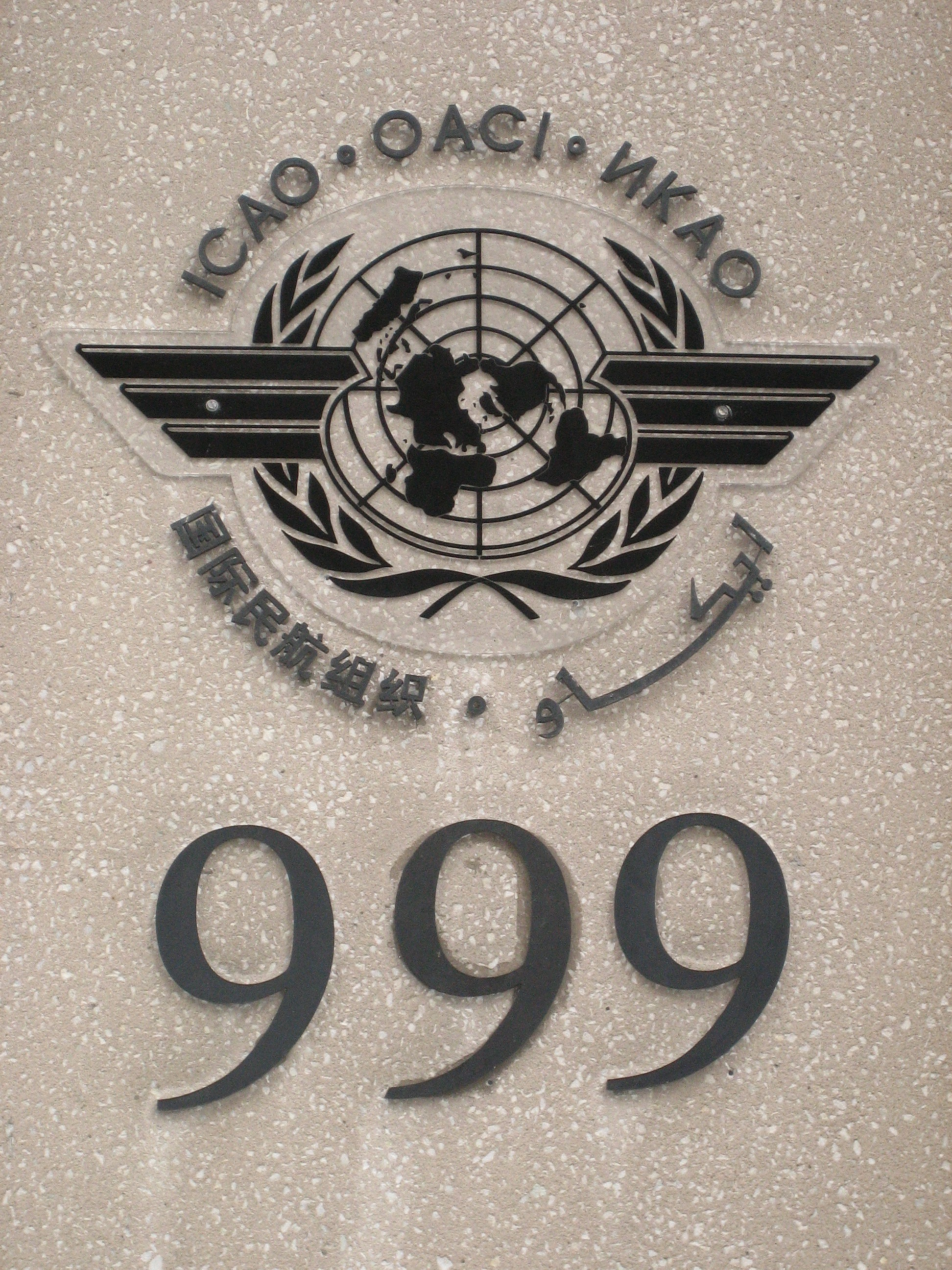
Entrée du siège de l'OACI à Montréal

- les membres sont élus de manière à assurer une représentation appropriée des États membres d'importance majeure en matière aéronautique ;
- ils sont élus aussi pour mettre en avant la contribution de certains États tels que ceux qui contribuent le plus aux installations et services pour la navigation aérienne internationale (ex. : l'Islande qui est située au niveau d'un point stratégique, au niveau de la route du pôle) ;
- assurer une représentation géographique de toutes les régions du monde.

Ces critères visent à assurer une meilleure représentation possible des États membres.
Mission (art. 54) :
- exécuter les instructions de l'Assemblée ;
- informer l'Assemblée en lui fournissant des rapports ;
- nommer les différents comités et commissions ;
- gérer les finances (l'Assemblée ne peut le faire que tous les trois ans) ;
- élire son président pour trois ans (rééligible, il ne dispose pas du droit de vote) ;
- nommer son secrétaire général (CEO : Chief Executive Officer) : il est le permanent ;
- élaborer les « Standards and recommended practices » qui constituent les 19 annexes techniques de la Convention de Chicago qu'il faut tenir à jour.

Quatre comités et une commission :
- commission de la navigation aérienne ;
- comité du transport aérien ;
- comité juridique ;
- comité financier ;
- comité des aides collectives au service de la navigation aérienne.

## Activités
En 2019, l'OACI comporte 192 États membres et dispose de sept bureaux régionaux (Bangkok, Dakar, Le Caire, Lima, Mexico, Nairobi et Paris) 
L'assemblée élit tous les trois ans un conseil, formé de représentants de trente-six États. Le conseil est assisté d'une Commission technique (Commission de Navigation aérienne) composée de dix-neuf membres choisis pour leurs compétences. Le secrétariat de l'organisation se compose de cinq directions (navigation aérienne, transport aérien, coopération technique, affaires juridiques, administration).
L'aviation est devenue dans le monde un émetteur important de gaz à effet de serre et d'autres polluants, et une source de nuisance sonore autour des aéroports. Pour réagir à ces enjeux, en 1983, le Conseil de l'OACI a mis en place un Comité de la protection de l’environnement en aviation (CAEP) qui a remplacé et élargi les deux anciens Comité sur le bruit des aéronefs (CAN) et le Comité sur les émissions des moteurs d’aviation (CAEE). Ce comité comprend des membres et observateurs. le mandat et le programme de travail du comité sont édictés par le Conseil. Le comité environnement publie un rapport annuel mis en ligne ou vendu. En mai 2013, l'évènement triannuel de l’OACI a été un symposium consacré à l’aviation et au réchauffement climatique, « Pour une aviation verte ».

### Liste des présidents du conseil
| Nom                       | Pays       | Période   |
| ------------------------- | ---------- | --------- |
| Edward Warner             | États-Unis | 1947-1957 |
| Walter Binaghi            | Argentine  | 1957-1976 |
| Assad Kotaite             | Liban      | 1976-2006 |
| Roberto Kobeh González    | Mexique    | 2006–2013 |
| Olumuyiwa Benard Aliu     | Nigeria    | 2013-2020 |
| M. Salvatore Sciacchitano | Italie     | 2020-     |

## Recommandations émises par l'OACI

### Les «annexes» à la convention de Chicago

#### Liste des annexes
Les normes et recommandations adoptées par l'OACI sont regroupées au sein de 19 annexes à la convention de Chicago relative à l'aviation civile internationale :
- Annexe 1 : Licences du personnel
- Annexe 2 : Règles de l'air
- Annexe 3 : Assistance météorologique à la navigation aérienne internationale
- Annexe 4 : Cartes aéronautiques
- Annexe 5 : Unités de mesure à utiliser dans l'exploitation en vol et au sol
- Annexe 6 : Exploitation technique des aéronefs
- Annexe 7 : Marques de nationalité et d'immatriculation des aéronefs
- Annexe 8 : Navigabilité des aéronefs
- Annexe 9 : Facilitation
- Annexe 10 : Télécommunications aéronautiques
- Annexe 11 : Services de la circulation aérienne
- Annexe 12 : Recherches et sauvetage
- Annexe 13 : Enquêtes sur les accidents et incidents d'aviation
- Annexe 14 : Aérodromes
- Annexe 15 : Services d'information aéronautique
- Annexe 16 : Protection de l'environnement
- Annexe 17 : Sûreté. Protection de l'aviation civile internationale contre les actes d'intervention illicite
- Annexe 18 : Sécurité du transport aérien des marchandises dangereuses
- Annexe 19 : Gestion de la sécurité

Les annexes 1 à 16, de caractère technique, relèvent de la direction de la navigation aérienne ; les annexes 17 et 18 relèvent de la direction du transport aérien. La création de l'annexe 19 a été annoncée en mars 2013.

#### SARPs et PANS
Les spécifications élaborées par l'OACI se présentent essentiellement sous la forme de SARP ou de PANS.

##### SARP: Standards And Recommended Practices
Les SARPs sont les « normes et pratiques recommandées ».
- « Une norme est toute spécification portant sur les caractéristiques physiques, la configuration, le matériel, les performances, le personnel et les procédures, dont l'application uniforme est reconnue nécessaire à la sécurité ou à la régularité de la navigation aérienne internationale et à laquelle les États contractants sont tenus de se conformer en application des dispositions de la Convention. En cas de non-conformité, une notification au Conseil est obligatoire aux termes de l'article 38 de la Convention. »
- « Une pratique recommandée est toute spécification portant sur les caractéristiques physiques, la configuration, le matériel, les performances, le personnel et les procédures, dont l'application uniforme est reconnue souhaitable dans l'intérêt de la sécurité, de la régularité ou de l'efficacité de la navigation aérienne internationale et à laquelle les États contractants s'efforceront de se conformer en application des dispositions de la Convention. Les États qui ne se conforment pas aux pratiques recommandées sont invités à en informer le Conseil. »

Les SARP sont formulées en termes généraux et ne contiennent que des spécifications essentielles. Dans le cas de systèmes complexes comme les équipements de télécommunication, les SARP sont structurées en deux parties : des SARP essentielles, qui sont des éléments fondamentaux à caractère règlementaire contenus dans le corps principal des Annexes, et des spécifications techniques détaillées, qui figurent dans des appendices aux Annexes ou dans des manuels. Les différences par rapport aux SARP notifiées par les États sont publiées dans des suppléments aux Annexes.

##### PANS: Procedures for Air Navigation Services
Les Procédures pour les services de la navigation aérienne comprennent des pratiques d'exploitation et des indications trop détaillées pour faire l'objet de SARP ; elles développent souvent les principes fondamentaux formulés dans les SARP correspondantes. Pour faire partie des PANS, les spécifications doivent pouvoir être appliquées à l'échelle mondiale. Le Conseil invite les États contractants à publier les différences par rapport aux PANS dans leurs publications d'information aéronautique lorsqu'il est important que ces différences soient connues pour assurer la sécurité de la navigation aérienne.

### Normes d'émission d'oxyde d'azote
Depuis 1993, l’Organisation a abaissé les normes d'émission d’oxyde d’azote de 20 %.

## Code OACI
Le code OACI (ou ICAO code en anglais) est un code attribué par l'Organisation de l'aviation civile internationale (OACI, ou ICAO en anglais) à un aérodrome, une région aérienne, une compagnie aérienne, un type d'aéronef ou une immatriculation d'aéronef.
Les codes OACI ne doivent pas être confondus avec les codes IATA. L’OACI et l’IATA ont chacune leur système de codification des aéroports et compagnies aériennes.

### Codification des aéroports
C'est un code de quatre lettres attribué à chaque aérodrome dans le monde. Il est utilisé par le contrôle de la circulation aérienne ou par les centres opérationnels des compagnies aériennes, de même que dans la rédaction des plans de vol ou des livres de bord des personnels navigants techniques (PNT). Ces codes se trouvent dans la doc 7910 de l'OACI.
Le code OACI de chaque aérodrome est attribué selon un préfixe dépendant de sa localisation géographique. Généralement, la première lettre désigne une région du monde, la seconde le pays et les deux dernières l'aérodrome. Dans les plus grands pays, seule la première lettre désigne le pays, les trois dernières l'aérodrome.
Des codes de quatre lettres sont également attribués à des régions d'information de vol, les FIR (Flight information region)
Les codes OACI ne doivent pas être confondus avec les codes IATA. La codification des aéroports de l’IATA utilise trois lettres mnémoniques, principalement utilisé par les compagnies aériennes pour la nomenclature commerciale et l’information sur les vols, la réservation de billets ou l'étiquetage et le routage des bagages et du fret. Par exemple :
- CDG pour l'aéroport Charles de Gaulle, à Roissy.
- ORY pour Orly.

Cependant, pour les seuls États-Unis continentaux, les codes OACI des aérodromes sont les mêmes que les codes IATA précédés d'un « K » (le « K » est le préfixe des États-Unis). Tous les aérodromes n'ont pas de code IATA ; seuls les aéroports ayant du trafic commercial en sont pourvus.

### Codification des compagnies aériennes
C'est un code de trois lettres attribué à chaque compagnie commerciale de transport aérien. À la différence des codes IATA, ce code OACI est unique. Chaque opérateur aérien se voit parallèlement attribuer un identifiant pour la communication radio.

### Codification des aéronefs
L'OACI est aussi responsable de systèmes de codification concernant les aéronefs :
- Codification des marques et modèles d'aéronefs, surtout utilisée dans les plans de vol, quelle que soit la taille de l'appareil :
  - Un Boeing 747-400 sera codifié B744.
  - Un Cessna 172 : C172.

Cette codification est listée dans la doc 8643 de l'OACI.
- Codification des immatriculations des aéronefs : chaque pays dispose d'un préfixe alphanumérique par lequel commencent systématiquement les immatriculations des aéronefs. Cette immatriculation est aussi utilisée en aviation générale comme indicatif d'appel lors des communications avec le contrôle aérien, l'aviation commerciale utilisant, elle, le code OACI des compagnies aériennes suivi du numéro de vol.
  - Un aéronef immatriculé en France commence par « F » (exemple : F-ABCD).
  - Un aéronef immatriculé aux États-Unis commence par « N » (exemple : N12345)

## Audit externe en 2009
En août 2009, la Cour des comptes française a sévèrement critiqué l'OACI, car son Bureau de la coopération technique, responsable de tous les achats de l'organisation, « méconnaît sa situation opérationnelle, financière et budgétaire ». Par ailleurs, la gestion des documents semble défaillante (par exemple, documents de référence introuvables et dossiers de salariés inexistants). De plus, l'OACI a subi une diminution de 9 % de ses revenus en 2008, ce qui la rend financièrement précaire.

## Source
- Cet article est partiellement ou en totalité issu de l'article intitulé « Code OACI » (voir la liste des auteurs).